# Željko Babić
Željko Babić (* 19. Mai 1972 in Metković, SFR Jugoslawien) ist ein kroatischer Handballtrainer. Als aktiver Handballspieler war seine Spielposition auf Rechtsaußen.

## Spielerkarriere
Željko Babić lernte das Handballspielen beim RK PIK Neretva Opuzen. 1988 wechselte der Linkshänder zum RK Zagreb, mit dem er 1989 und 1991 die jugoslawische Meisterschaft sowie 1991 den jugoslawischen Pokal gewann. Nach der Unabhängigkeit Kroatiens wurde er mit Zagreb 1992, 1993 und 1994 kroatischer Meister und Pokalsieger. Den Europapokal der Landesmeister gewann er 1992 und 1993. 1994 kehrte er in seine Geburtsstadt zum RK Metković Razvitak zurück. Nach einer dreijährigen Station beim italienischen Verein ALPI Pallamano Prati, mit dem er 1999 die italienische Meisterschaft sowie 2000 den Pokal errang, kehrte er 2001 erneut nach Metković zurück, wo er 2002 den kroatischen Pokalgewinn feierte. Mit dem italienischen Erstligisten A.S. Pallamano Secchia gewann er 2005 erneut den Pokal. 2006 beendete er seine Laufbahn beim RK Jelsa.

## Trainerkarriere
Zunächst wurde Babić 2007 Trainer in der Handballakademie von Ivano Balić und Petar Metličić. Nach Stationen beim RK Metković, RK Krško und RK EMC Split wurde er 2010 Assistent von Nationaltrainer Slavko Goluža bei der kroatischen Nationalmannschaft. In dieser Position gewann er die Bronzemedaille bei der Europameisterschaft 2012, bei den Olympischen Spielen 2012 und bei der Weltmeisterschaft 2013 sowie die Silbermedaille bei den Mittelmeerspielen 2013. Anschließend übernahm er den belarussischen Verein Brest GK Meschkow, den er 2014 und 2015 zum Double führte. Im Jahr 2015 wurde er zum kroatischen Nationaltrainer berufen und gewann mit dem Team die Bronzemedaille bei der Europameisterschaft 2016. In der Saison 2017/18 trainierte er den slowenischen Erstligisten RK Gorenje Velenje. Mit dem nordmazedonischen Erstligisten RK Eurofarm Pelister gewann er zu Beginn der Saison 2021/22 den heimischen Supercup. Von 2022 bis Februar 2023 war er Trainer der Frauenmannschaft des ŽRK Podravka Koprivnica.